# John Elliott (Politiker)

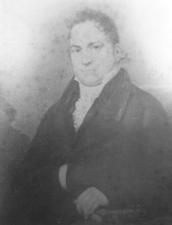
John Elliott

John Elliott (* 24. Oktober 1773 in St. John’s Parish, Province of Georgia; † 9. August 1827 in Sunbury, Georgia) war ein US-amerikanischer Politiker (Demokratisch-Republikanische Partei), der den Bundesstaat Georgia im US-Senat vertrat.
Der im heutigen Liberty County geborene John Elliott besuchte zunächst die auf das Studium vorbereitende Schule, wechselte dann aufs Yale College und machte dort 1794 seinen Abschluss. Nach erfolgreichem Jura-Studium wurde er in die Anwaltskammer aufgenommen und begann 1797 in Sunbury als Jurist zu praktizieren. In dieser Stadt hatte er auch eine Reihe öffentlicher Ämter inne.
In die Bundespolitik wechselte Elliott dann im Jahr 1818, als er in den US-Senat gewählt wurde. Er nahm sein Mandat in Washington ab dem 4. März 1819 wahr und absolvierte eine volle Amtsperiode bis zum 3. März 1825; während dieser Zeit zerfiel seine Partei in mehrere Faktionen, wobei er zu den Anhängern von William Harris Crawford, den sogenannten Crawford Republicans, zählte. Danach kehrte er in seine Heimat Georgia zurück, wo er im August 1827 starb.